# قائمة مؤلفات ابن قيم الجوزية
ألف ابن قيم الجوزية العديد من المصنفات، واشتهرت مصنفاته شهرةً كبيرة، يقول ابن حجر العسقلاني: «وكلُّ تصانيفه مرغوب فيها بين الطوائف». وكان تصنيفه في أنواع مختلفة من العلوم الإسلامية، يقول ابن رجب الحنبلي: «وصنف تصانيف كثيرة جداً في أنواع العلم». وقد عدَّها بكر بن عبد الله أبو زيد 98 مؤلفًا. ويذكر بكر أبو زيد أن بعض كتبه فقدت وتعرضت للحرق من قِبل مناوئيه.
كان ابن القيم يهتم بذكر مصادره التي يستقي منها، وقد تنوعت مصادره في مؤلفاته. كان أكثرها من كتب الحديث من الصحاح والسنن والمسانيد والمعاجم، كما أكثر من النقل عن ابن أبي الدنيا وابن عبد البر وابن قدامة وآل تيمية، وعادة ما يذكر اسم المؤلف بدون ذكر اسم الكتاب الذي ينقل عنه كما جرت عادة العلماء المتقدمين. وكان يُدقق ما ينقله حتى يراجع النسخ المختلفة من الكتاب الواحد عندما يقتضي الأمر ذلك. قال مرة في حديث: «وهذا في جميع نسخ كتاب النسائي هكذا»، ويقول في حديث آخر: «هذا الذي في رواية اللؤلؤي عن أبي داود، وفي رواية ابن داسة عنه».
كما كان ينقل عن شيوخه خاصة ابن تيمية وجمال الدين المزي. ولم يكتف ابن القَيِّم في نقل مادته العلمية بالمصادر المكتوبة فقط، بل رُبَّمَا دَوَّنَ بعض المعلومات بطريق المشافهة والسماع، فيقول مرة: «سألت شيخنا عن سماع يزيد بن عبد الله عن أبي هريرة؟»، ويقول مرة أخرى: «قُرئَ على شيخنا أبي الحجاج الحافظ في (التهذيب) وأنا أسمع».
كما كان يُقوِّم بعض مصادره ويُبدي رأيه فيها، إما بمدحها والثناء عليها تارةً، وتارةً أخرى ببيانِ عيوبها وبعض المآخذ عليها، وتارةً ثالثة بالتعريف بها أو ذكر بعض المعلومات التوضيحية عنها، أو الفوائد المتعلقة بها. من أمثلة ذلك ما قاله عن أقسام اللذات للرازي: «وهو كتاب مفيد»، وقال عن كتاب حقائق التفسير للسلمي: «التفاسير المستنكرة المستكرهة، التي قُصِدَ بها الإغراب والإتيان بخلاف ما يَتَعَارَفُهُ النَّاس؛ كَحَقَائِق السُّلَمي وغيره، مما لو تُتُبِّعَ وبُيِّنَ بُطلانه، لجاءَ عِدَّة أسفار كِبَار».

## قائمة المؤلفات

### العقيدة
| # | اسم الكتاب                                          | ملاحظات | حالة الكتاب                                   | ويكي مصدر |
| - | --------------------------------------------------- | --- | --------------------------------------------- | --------- |
| 1 | اجتماع الجيوش الإسلامية على غزو المعطلة والجهمية    | رد فيه على من أسماهم المعطِّلة والجهمية من أهل الكلام، من خلال تفسير بعض آيات الصفات، وذكر أقوال العلماء والمفسرين من الصحابة والتابعين ومن بعدهم فيها، وتعد مسألة الاستواء على العرش من أهم المسائل التي تعرض لها الكتاب. طبع في الهند سنة 1314هـ ثم طبع بالمطبعة المنيرية سنة 1351هـ. ولم يسمه ابن القيم بهذا الاسم بفاتحة الكتاب، بل سمها بهذا الاسم في كتاب الفوائد. وذكره أيضًا باسم "اجتماع العساكر الإسلامية على غزو الفرقة الجهمية" في موضعين من كتاب الصواعق المرسلة، وسماه ابن رجب "اجتماع الجيوش الإسلامية على غزو الفرقة الجهمية". | مطبوع                                         | نص الكتاب |
| 2 | شرح الأسماء الحسنى                                  | ويسمى "الأسماء الحسنى"، ذكره ابن القيم في بدائع الفوائد، وهو إمّا مفقود أو لم يتم تأليفه. وطُبع حديثًا كتاب بعنوان "شرح ابن القيم لأسماء الله الحسنى" لعمر سليمان الأشقر؛ جمع فيه كلام ابن القيم عن شرح أسماء الله الحسنى في كتاب واحد. | مفقود                                         | –         |
| 3 | شفاء العليل في مسائل القضاء والقدر والحكمة والتعليل | تناول فيه ما ورد في القضاء والقدر، والإيمان والرضى به، والرد على طائفة القدرية والجبرية. وذكره ابن حجر العسقلاني، والشوكاني باسم: (القضاء والقدر)، وطُبع مرتين، الطبعة الأولى بالمطبعة الحسينية بمصر 1323 هـ والثانية بمطبعة أنصار السنة المحمدية بمصر 1975م | مطبوع                                         | نص الكتاب |
| 4 | الصواعق المرسلة على الجهمية والمعطلة                | يتناول تقرير عقيدة السلف في الأسماء والصفات، والرد على أهل التعطيل والتأويل. كان هذا الكتاب إلى عهد قريب لا يُعرف إلا مختصره لمحمد بن نصر الموصلي. ثم طبع ثلثه عام 1406 هـ. ثم طبع الموجود من الأصل كاملاً بتحقيق على بن محمد الدخيل الله سنة 1408 هـ في أربعة مجلدات، تمثل النصف الأول من الكتاب تقريبًا، والنصف الآخر مفقود. | طُبع مختصره، وطُبع نصف الأصل والنصف الآخر مفقود | نص الكتاب |
| 5 | الصراط المستقيم في أحكام أهل الجحيم                 | ذكره ضمن مؤلفاته: ابن رجب الحنبلي، والداودي، وابن العماد. قال ابن رجب: «مجلدان». | غير معروف                                     | –         |
| 6 | الكافية الشافية في الانتصار للفرقة الناجية          | المعروف بالقصيدة النونية أو نونية ابن القيم، بلغت أبياتها نحو ستة آلاف بيت، وعدها بكر أبو زيد 5842 بيتًا، ويرد فيها على المشبهة والمعطلة. سماها ابن رجب الحنبلي، والداودي: (الشافية الكافية في الانتصار)، وسماها ابن حجر العسقلاني: (الكافية في الانتصار). طُبعت مرارًا منها مرة بمصر 1319 هـ. | مطبوع                                         | نص الكتاب |
| 7 | اللَّمْحَة في الرَّدِّ على ابن طلحة                         | ذكره بكر أبو زيد، وللمناوي في فيض القدير. | غير معروف                                     | –         |
| 8 | هداية الحيارى في أجوبة اليهود والنصارى              | يعرض فيه جوانب التحريف في المسيحية واليهودية، ويرد على انتقاداتهم للنبي محمد ومدافعًا عنه ومبينًا حجته ببشارة التوراة والإنجيل بالنبي محمد. سُمى أيضًا بـ "جوابات عابدي الصُّلْبان".ذكره حاجي خليفة وأحمد عبيد. | طُبع مرارًا                                     | نص الكتاب |

### تزكية
| #  | اسم الكتاب                                                          | ملاحظات | حالة الكتاب                    | ويكي مصدر |
| -- | ------------------------------------------------------------------- | --- | ------------------------------ | --------- |
| 1  | إغاثة اللهفان من مصايد الشيطان                                      | من أشهر كتبه. عرض فيه أمراض النفس البشرية وعلاجها، ومكايد الشيطان التي يكيد بها للإنسان. طُبع مرارًا في مجلدين وقد سماه ابن القيم بهذا الاسم في مقدمة الكتاب. ويشتهر الكتاب أيضًا باسم "الإغاثة الكبرى". ويسمى أيضًا "مصايد الشيطان". وقد تناوله بعض العلماء بالانتخاب والاختصار لبعض مباحثه وطبعها مفردة، ومنها: "مختصر إغاثة اللهفان" لعبد الله بن عبد الرحمن أبا بطين، و"منتخب إغاثة اللهفان من مصايد الشيطان" لم يُعلم منتخبه، وهو مخطوط في دار الكتب المصرية. | مطبوع                          | نص الكتاب |
| 2  | اقتضاء الذكر بحصول الخير ودفع الشر                                  | ذكره الصفدي وابن تغري بردي. ولا يُعرف عنه شيء في الوقت الحالي. | غير معروف                      | –         |
| 3  | تحفة النازلين بجوار رب العالمين                                     | ذكره ابن القيم في كتابه "مدارج السالكين". وذكره بهذا الاسم البغدادي والقنوجي. | غير معروف                      | –         |
| 4  | الجواب الكافي لمن سأل عن ثمرة الدعاء إذا كان ما قدر واقع            | ذكره الشوكاني في البدر الطالع. | غير معروف                      | –         |
| 5  | الداء والدواء                                                       | الجواب الكافي لمن سأل عن الدواء الشافي أو الداء والدواء، لم ينص ابن القَيِّم على اسمه في المقدمة. موضوع الكتاب أنه سُئِل عن رجل أصيب بداء، ولم يستطع دفعه بكل طريق؟ فأخذ في الكلام على: أن لكل داء دواء، وأن ذلك يعم أدواء البدن، والروح، والقلب. واستطرد في بيان أمراض القلوب، وطرق علاجها. ذكره جميع مترجميه. | طُبع مرارًا بمصر والهند          | نص الكتاب |
| 6  | حادي الأرواح إلى بلاد الأفراح                                       | وسُمى أيضًا "صفة الجنة"، كتاب في وصف الجنة، قال عنه ابن القيم: «إذا نظر فيه الناظر زاده إيماناً، وجلَّى عليه الجنة حتى كأنه يشاهدها عياناً، فهو مثير ساكن العزمات إلى روضات الجنات، وباعث الهمم العَلِيَّاتِ إلى العيشِ في تلك الغرفات». طُبع مرارًا بمصر آخرها طبعة محمد على صبيح 1381 هـ. | مطبوع                          | نص الكتاب |
| 7  | روضة المحبين ونزهة المشتاقين                                        | كتاب عن المحبة، يشتمل على "ذكر أقسام المحبة، وأحكامها، ومتعلقاتها، وصحيحها، وفاسدها، وآفاتها، وغوائلها، وأسبابها، وموانعه". وقد ذكره ضمن مؤلفاته أكثر المترجمين له وسماه ابن رجب الحنبلي "نزهة المشتاقين وروضة المحبين". ألفه ابن القيم أثناء سفره. طُبع أول مرة بمطبعة السعادة بمصر 1375 هـ. | مطبوع                          | نص الكتاب |
| 8  | زاد المعاد في هدي خير العباد                                        | من أشهر كتب ابن القيم، يحتوى على مجموعة من علوم الشريعة، وبخاصة: الفقه وأحكامه، والسيرة النبوية ووقائعها. سماه ابن حجر العسقلاني "الهدي النبوي"، ونقل منه كثيرًا في شرحه للبخاري. قال عنه ابن رجب: «وهو كتاب عظيم جدًا». طُبع مرارًا في الهند ومصر والشام وبيروت. | مطبوع                          | نص الكتاب |
| 9  | طريق الهجرتين وباب السعادتين                                        | سُمى أيضًا بـ "سفر الهجرتين". يتحدث فيه عن هجرتين: هجرة إلى الله بالطلب، والمحبة، والعبودية، والإنابة، والتوكل. وهجرة إلى الرسول بموافقة شرعه في الحركات والسَّكَنَات. طُبع على هامش إغاثة اللهفان 1331 هـ. وطبع في المطبعة المنيرية بمصر 1357 هـ. كما طُبع بقطر. | مطبوع                          | نص الكتاب |
| 10 | عدة الصابرين وذخيرة الشاكرين                                        | يتناول موضوعي: الصبر والشكر. سماه المؤلف بذلك في مقدمته، وذكره ابن رجب، والداودي، وابن العِمَاد مختصرًا، فقالوا: (عدة الصابرين). طبع مرارًا منها طبعة مطبعة العصور بمصر 1341 هـ، وطبعة المطبعة السلفية بمصر 1349 هـ. | مطبوع                          | نص الكتاب |
| 11 | عَقدُ مُحْكَمِ الإخاءِ بين الكلمِ الطَّيِّبِ والعملِ الصالحِ المرفوع إلى رب السماء | ذكره ضمن كتبه: ابن رجب، والداودي، وابن العماد. ذكره بكر بن عبد الله أبو زيد باسم "عقد محكم الأحباء بين الكلمِ الطَّيِّبِ والعملِ الصالحِ المرفوع إلى رب السماء" وقال "جمال بن محمد السيد" أن الصواب هو "الإخاء". | غير معروف                      | –         |
| 12 | قُرَّةُ عيونِ الْمُحِبِّين، وروضةُ قلوبِ العارفين                               | ذكره ابن القيم في مدارج السالكين. وذكره البغدادي في هدية العارفين. | غير معروف                      | –         |
| 13 | مدارج السالكين بين منازل إياك نعبد وإياك نستعين                     | من أشهر كتبه، وهو شرح كتاب منازل السائرين لأبي إسماعيل الهروي. وذكره ابن رجب باسم: (مراحل السائرين بين منازل إياك نعبد وإياك نستعين)، وسماه ابن حجر، والشوكاني بموضوعه، فقالا: (شرح منازل السائرين). طُبع أول مرة بالمنار بمصر 1334 هـ، وطُبع بمطبعة السنة المحمدية بمصر 1375 هـ. | مطبوع                          | نص الكتاب |
| 14 | مفتاح دار السعادة ومنشور ولاية العلم والإرادة                       | تناول فيه أن الإرادة والعلم هما مفتاح لكل مفيد في الحياة وبهما يفتح باب السعادة. وطُبع كثيرًا منها طبعتان في مصر سنة 1333 هـ، وسنة 1358 هـ، ونشرته مكتبة الأزهر. | مطبوع                          | نص الكتاب |
| 15 | الْمَوْرِدُ الصَّافِي والظِّلُّ الضَّافِي                                          | أشار إليه ابن القَيِّم بهذا الاسم في طريق الهجرتين وباب السعادتين، وقال إنه كتاب كبير في المحبة. | غير معروف                      | –         |
| 16 | نورُ الْمُؤْمِنِ وَحَيَاتُهُ                                                   | ذكره ابن رجب، وقال: "مجلد". | مفقود                          | –         |
| 17 | دواء القلوب                                                         | ذكر عبد الله الجبوري أن في "فهرس المخطوطات العربية في مكتبة الاوقاف العامة في بغداد" نسخة خطية منه. ويذكر بكر بن عبد الله أبو زيد أنه لا يبعد أن يكون هذا هو كتاب "الداء والدواء" بسبب أن أولية النسخة (أول السطور من المخطوطة) هي بعينها فاتحة كتاب الداء والدواء. | مخطوط في مكتبة الأوقاف ببغداد. | –         |
| 18 | ربيع الأبرار في الصلاة على النبي المختار                            | ذكره البغدادي. | غير معروف                      | –         |
| 19 | الروح والنفس                                                        | ذكره من مترجميه بكر بن عبد الله أبو زيد. وذكره ابن القيم في ثلاثة مواضع من كتبه. | غير معروف                      | –         |
| 20 | زاد المسافرين إلى منازل السعداء في هدي خاتم الأنبياء                | ذكره من مترجميه ابن رجب، وتبعه: الداودي، وابن العماد. | غير معروف                      | –         |
| 21 | الصبر والسكن                                                        | ذكره من مترجميه حاجي خليفة والبغدادي وغيرهم. | غير معروف                      | –         |
| 22 | طب القلوب                                                           | ذكره خير الدين الزركلي وأحمد عبيد وقال: "ذكر الأستاذ معلوف أن في برلين نسخة منه". | مخطوط                          | –         |
| 23 | الكَلِمُ الطَّيِّبُ والعَمَلُ الصَّالِحُ أو الوابل الصيب من الكلم الطيب            | ذكره ابن قيم الجوزية بهذا الاسم في كتابه "طريق الهجرتين". وهذا الكتاب هو نفسه "الوابل الصيب من الكلم الطيب" وقد نص ابن القيم على هذه التسمية في كتابه "مدارج السالكين". | مطبوع                          | نص الكتاب |

### أصول الفقه
| # | اسم الكتاب                 | ملاحظات                                                                 | حالة الكتاب | ويكي مصدر |
| - | -------------------------- | ----------------------------------------------------------------------- | ----------- | --------- |
| 1 | الاجتهاد والتقليد          | ذكره في كتاب مفتاح دار السعادة وذكره في كتاب تهذيب السنن.               | غير معروف   | –         |
| 2 | الإعلام باتساع طرق الأحكام | ذكره ابن القيم في كتاب "إغاثة اللهفان الكبرى" ولم يذكره أحد من مترجميه. | غير معروف   | –         |

### الفقه
| #  | اسم الكتاب                                          | ملاحظات | حالة الكتاب | ويكي مصدر |
| -- | --------------------------------------------------- | --- | ----------- | --------- |
| 1  | أحكام أهل الذمة                                     | طبع للمرة الأولى بمجلدين سنة 1381هـ بمطبعة جامعة دمشق. وذكر محقق الكتاب صبحي الصالح في مقدمة الكتاب أن هذا الكتاب هو الذي أشار إليه ابن القيم في كتابه "شفاء العليل" باسم "أحكام أهل الملل"، وذكر أن نسخة الكتاب الخطية مكتوبة سنة 829هـ أي بعد وفاة ابن القيم بثمانين عامًا. وفي سنة 1401هـ قام "صبحي الصالح" بإفراد جزء من الكتاب تحت عنوان "شرح الشروط العمرية". | مطبوع       | نص الكتاب |
| 2  | إعلام الموقعين عن رب العالمين                       | هو من أشهر كتب القيم، جمع مصنفه فيه بين الفقه وأصوله ومقاصد الشريعة وتاريخ التشريع والسياسة الشرعية. وطبع مرارًا في أربع مجلدات، وأول طبعة تقع في ثلاثة مجلدات. وذكره الصفدي باسم "معالم الموقعين". وقد اختلف في ضبط همزة (اعلام) هل هي بالكسر أم بالفتح، فمعنى الكلمة بالكسر "إخبار"، وبالفتح جمع كلمة علم. وذُكر اسم الكتاب أيضًا "معالم الموقعين عن رب العالمين". وقام صديق خان القنوجي بجمع خاتمة الكتاب ونشرها باسم "بلوغ السول من أقضية الرسول صلى الله عليه وسلم". وطُبع بلوغ السول مع كتابه "نيل المرام" من تفسير آيات الأحكام في الهند سنة 1292هـ. | مطبوع       | نص الكتاب |
| 3  | إغاثة اللهفان في حكم طلاق الغضبان                   | الكتاب جواب عن سؤال حكم طلاق الغضبان هل يقع أم لا؟ طُبع بتحقيق "محمد جمال الدين القاسمي". وذكره ابن القيم في كتابه "مدارج السالكين". ويسمى أيضًا "الإغاثة الصغرى". | مطبوع       | نص الكتاب |
| 4  | بطلان الكيمياء من أربعين وجهًا                       | كتاب يقع في مجلد، أشار إليه ابن القيم في كتابه "مفتاح دار السعادة" أثناء كلامه عن الكيمياء فقال: "وقد ذكرنا بطلانها وبيان فسادها من أربعين وجهًا في رسالة مفردة". | غير معروف   | –         |
| 5  | بيان الاستدلال على بطلانِ اشتراط مُحَلِّلِ السِّبَاقِ والنِّضَالِ | ذكره ابن القيم بهذا الاسم في كتابه "إعلام الموقعين"، وسماه بذلك الصفدي دون كلمة اشتراط. وسماه ابن رجب "بيان الدليل على استغناء المسابقة عن التحليل"، وقد جعل هذا الاختلاف بعض المؤرخين مثل إسماعيل باشا البغدادي إلى عدهما كتابين. وقد جرى له بسبب هذا الكتاب مشاكل مع القضاة مثل السبكي. | غير معروف   | –         |
| 6  | التَّحْبِيرُ لِمَا يِحِلُّ وَيحرمُ مِن لِبَاسِ الْحَرِير                | ذكره ابن القيم في كتابه "زاد المعاد". وقد سماه ابن رجب باسم "التحرير فيما يحل ويحرم من لباس الحرير"، وسماه الصفدي "التحبير فيما يحل ويحرم لبسه من الحرير". | غير معروف   | –         |
| 7  | تحفة المودود بأحكام المولود                         | وقد سماه ابن القيم بهذا الاسم في مقدمة الكتاب، ويسمى الكتاب أيضًا "أحكام المولود"، وهو من أشهر كتب ابن القيم وقد تضمن مسائل وأحكام تتعلق بالطفل منذ ولادته. طُبع الكتاب مرارًا. يذكر المؤرخون أن سبب تصنيف هذا الكتاب لما وُلد لابن القيم ابنه "برهان الدين إبراهيم" لم يكن عنده شيء من متاع الدنيا، فصنف الكتاب له وقال: "أتحفك بهذا الكتاب إذ لم يكن عندي شيء من الدنيا أعطيك." | مطبوع       | نص الكتاب |
| 8  | التعليق على الأحكام                                 | ذكره ابن القيم في كتابه "جلاء الأفهام". ولم يذكره من مترجميه سوى ما جاء في مقدمة "شرح النونية" لابن عيسى في مؤلفاته. | غير معروف   | –         |
| 9  | تفضيل مكة على المدينة                               | ذكره ابن رجب والداودي وابن العماد والبغدادي باسم "تفضيل مكة"، وقال ابن رجب الحنبلي: "مجلد". | غير معروف   | –         |
| 10 | الحامل: هل تحيض أم لا؟                              | أشار إليه في كتابه "تهذيب سنن أبي داود" فقال: "وقد أفردت لمسألة الحامل: هل تحيض أم لا؟ مصنفاً مفرداً.". | غير معروف   | –         |
| 11 | حكم إغمام هلال رمضان                                | ذكره ابن رجب والداودي وابن العماد وفي مقدمة "شرح النونية" لابن عيسى. | غير معروف   | –         |
| 12 | حكم تارك الصلاة                                     | هو عبارة عن جواب لعشرة أسئلة تتعلق بالصلاة. ذكره ابن رجب وقال: "مجلد". ولم يشر ابن القيم إليه بهذا الاسم. وينقل المؤرخون عدة أسماء له وهي: "الصلاة وحكم تاركها" و"كتاب الصلاة". | مطبوع       | نص الكتاب |
| 13 | حكم تفضيل بعض الأولاد على بعض في العَطِيَّة             | بحث في هذه المسألة وقرر تحريم التفضيل، وذكر في كتابه "تهذيب السنن" أنه أفرد لهذه المسألة مصنفًا. | غير معروف   | –         |
| 14 | رفع اليدين في الصلاة                                | ذكره ابن رجب والصفدي وابن حجر وجلال الدين السيوطي وابن العماد وغيرهم. ويذكر بكر بن عبد الله أبو زيد أن في "المكتبة السعودية" بمدينة الرياض نسخة خطية له. | مخطوط       | –         |
| 15 | الطاعون                                             | ذكره ابن رجب والداودي وابن العماد والبغدادي. | غير معروف   | –         |
| 16 | الطُّرُقُ الْحُكْمِيَّة في السِّياسَة الشَّرعية                    | يتناول الكتاب أصول القضاء الشرعي. ذكره ابن رجب مختصرًا باسم "الطرق الحكمية". وقد جاء اسمه على غلاف مخطوطاته "الفِرَاسَةُ الْمَرْضِيَّة في أحكامِ السِّيَاسَةِ الشرعية". | مطبوع       | نص الكتاب |
| 17 | الفروسية                                            | وذكر بكر بن عبد الله أبو زيد أن كتاب "الفروسية" المطبوع هو اختصار لكتاب "الفروسية الشرعية"، بينما يذكر "جمال بن محمد السيد" أنه هو كتاب الفروسية الشرعية وليس مختصرًا عنه. | مطبوع       | نص الكتاب |
| 18 | الفروسية الشرعية                                    | ذكره ابن القيم في كتابه "إعلام الموقعين" ووصفه بأنه كبير، وذكره الصفدي باسم "الفروسية المحمدية". | غير معروف   |           |
| 19 | الكبائر                                             | ذكره ابن رجب والداودي، وابن العماد. | غير معروف   | –         |
| 20 | كشف الغطاء عن حكم سماع الغناء                       | ذكره الصفدي وابن تغري بردي بهذا الاسم "كشف الغطاء عن حكم سماع الغناء"، وذكر حاجي خليفة والبغدادي وغيرهم كتابًا باسم "حرمة السماع"، ويذكر بكر بن عبد الله أبو زيد أنه من الظاهر أنهما كتابان بدليل أن ابن القيم قال في "إغاثة اللهفان": "وقد ذكرنا شبه المغنين والمفتونين بالسماع الشيطاني، ونقضناهما نقضًا وإبطالًا في "كتابنا الكبير في السماع" وذكرنا الفرق بين ما يحركه سماع الأبيات وما يحركه سماع الآيات، وذكرنا كثيرًا من الشبه التي دخلت على كثير من العباد في حضوره، حتى عدوه من القرب. فم أحب الوقوف على ذلك فهو مستوفي في ذلك الكتاب." وطُبع في سنة 1409هـ كتاب له باسم "الكلام على مسألة السماع" بتحقيق "راشد بن عبد العزيز الحمد"، وهو عبارة عن سؤال حول السماع، أجاب عنه ابن القيم. | مطبوع       | –         |
| 21 | نِكَاحُ الْمُحْرِم                                         | ذكره ابن رجب والداودي وابن العماد وأحمد عبيد. | غير معروف   | –         |
| 22 | السنة والبدعة                                       | ذكره أحمد عبيد وقال: "نقل عنه الشيخ داود النقشبندي في كتاب صلح الإخوان له". | غير معروف   | –         |
| 23 | طلاق الحائض                                         | بحث ابن القيم هذه المسألة في كتابه "تهذيب سنن أبي داود" هل تحتسب هذه الحيضة من العدة أم تستقبل من الحيضة التي تليها، وذكر فيه أنه أفرد مصنفًا مستقلًا، ذكر فيه مذاهب الناس ومآخذهم وترجيح القول الراجح والجواب عما احتج به أصحاب القول الآخر. | غير معروف   | –         |

### الحديث
| # | اسم الكتاب                                                    | ملاحظات | حالة الكتاب | ويكي مصدر |
| - | ------------------------------------------------------------- | --- | ----------- | --------- |
| 1 | تهذيب سنن أبي داود                                            | قام ابن القيم فيه بالزيادة على كتاب "مختصر سنن أبي داود" للمنذري وعن العلل التي سكت عنها أو لم يكملها والتعرض إلى تصحيح الأحاديث التي لم يصححها، وزيادة بعض الأحاديث فيه. لم ينص ابن قيم الجوزية على تسمية الكتاب في مقدمته، ولكنه سماه في كتابه "زاد المعاد" باسم "تهذيب سنن أبي داود وإيضاح علله ومشكلاته"، وقد وافق الصفدي على هذه التسمية فذكر هذا الاسم بحروفه. أما ابن رجب فقد سماه "تهذيب سنن أبي داود، وإيضاح مشكلاته، والكلام على ما فيه من الأحاديث المعلولة"، وتبعه على ذلك الداودي وابن العماد. وأشار ابن القيم إليه في كتابه "بدائع الفوائد" باسم "تهذيب السنن" وبهذه التسمية عُرف الكتاب واشتهر. | مطبوع       | –         |
| 2 | الجامع بين السنن والآثار                                      | ذكره ابن القَيِّم في بدائع الفوائد، كما ذكره بكر أبو زيد. ولم يذكره أحدٌ من مترجميه، ووصفه ابن القَيِّم بأنه كتاب كبير، ويبدو من اسمه أنه خاص بالأحكام الفقهية مع أدلتها من الأحاديث والآثار. | مفقود       | –         |
| 3 | الجواب عن علل أحاديث الفطر بالحجامة                           | ذكره ابن القيم في "تهذيب السنن" فقال: "وقد ذكرت عللها، والأجوبة عنها في مصنف مفرد". | غير معروف   | –         |
| 4 | فوائدُ في الكلامِ على حديثِ الغَمَامةِ، وحديث الغَزَالةِ، والضَّبِّ، وغيره | هي عبارة عن تعليقات على أحاديث الغالب فيها الضعف والوضع. وطبعت باسم "فوائد حديثية وفيه فوائد في الكلام على حديث الغمامة وحديث الغزالة والضب وغيره". | مطبوع       | –         |
| 5 | المنار المنيف في الصحيح والضعيف                               | هذا الكتاب هو جواب على سؤال عن أحاديث. طُبع مرارًا بأسماء مختلفة هي: "المنار" و"نقد المنقول أو المنار في الصحيح والضعيف" وباسم "المنار المنيف في الصحيح والضعيف" | مطبوع       | نص الكتاب |

### التفسير وعلوم القرآن
| # | اسم الكتاب                                            | ملاحظات | حالة الكتاب | ويكي مصدر |
| --- | ----------------------------------------------------- | --- | ----------- | --------- |
| 1 | أصول التفسير                                          | أشار إليه ابن القيم في كتاب "جلاء الأفهام". | غير معروف   | –         |
| 2 | أمثال القرآن                                          | طُبع الكتاب أكثر من طبعة. وسمي في أحد الطبعات "الأمثال في القرآن الكريم". وقد كان ابن القيم قد ذكر جملة من الأمثال في كتابه "إعلام الموقعين"، وقد أفردت وفُصلت هذه الرسالة من كتاب إعلام الموقعين. وطُبعت في المكتبة السلفية بمصر بلا تاريخ ولم يذكر اسم جامعها، إلا أنه ذكر على طرتها "جردها أحد علماء نجد الأفاضل من كتاب إعلام الموقعين لابن القيم".                                                               | مطبوع       | نص الكتاب |
| 3 | التبيان في أقسام القرآن                               | يتناول جميع الأقسام التي أقسم بها الله قسمًا صريحًا أو ضمنًا في القرآن. وقد سماه ابن القيم بهذا الاسم وسماه "أيمان القرآن". وهناك من ذكره باسم "أقسام القرآن". وقد طُبع مرارًا باسم التبيان في أقسام القرآن. وقد قام بعض المؤرخون مثل القنوجي والبغدادي بعدِّهما كتابين منفصلين أحدهما باسم "أقسام القرآن" والثاني باسم "أيمان القرآن".                                                                                   | مطبوع       | نص الكتاب |
| 4 | تفسير الفاتحة                                         | ذكره مجموعة من مترجمي ابن القيم، ذكره الصفدي بأنه مجلد كبير، وذكر بكر بن عبد الله أبو زيد أن الكتاب بهذا الاسم منتخب من "مدارج السالكين". | غير معروف   | –         |
| 5 | الرِّسَالة التَّبُوكِيَّة                                      | طُبعت لأول مرة باسم "الرسالة التبوكية" سنة 1347هـ في المكتبة السلفية بمصر بتصحيح "عبد الظاهر أبو السمح" وطبعت للمرة الثانية باسم "تحفة الأحباب في تفسير قوله تعالى: ﴿وَتَعَاوَنُوا عَلَى الْبِرِّ وَالتَّقْوَى﴾ إلى قوله: ﴿إِنَّ اللَّهَ شَدِيدُ الْعِقَابِ﴾" سنة 1376هـ بمطبعة المدني بمصر. وطُبعت بلا تاريخ في نفس المطبعة باسم "زاد المهاجر إلى ربه". وسميت باسم الرسالة التبوكية لأن ابن القيم سير الرسالة من مدينة تبوك في 8 محرم سنة 733هـ. | مطبوع       | نص الكتاب |
| 6 | الرسالة الشافية في أسرار المعوذتين أو تفسير المعوذتين | ذكرها الصفدي باسم "تفسير المعوذتين. وطُبعت بمصر مرارًا (باسم "تفسير المعوذتين") و"تفسير المعوذتين" جزء من كتاب "بدائع الفوائد". وذكر الصفدي وابن تغري بردي أيضًا كتابًا باسم "الرسالة الشافية في أسرار المعوذتين". واختلف إن كانت هاتين الرسالتين مستقلتين أم أن "تفسير المعوذتين" هو نفسه "الرسالة الشافية في أسرار المعوذتين".                                                                                       | غير معروف   | –         |
| 7 | شرح أسماءِ الكتابِ العزيزِ                               | ذكره ابن رجب والداودي وابن العماد وغيرهم. وذكره الصفدي وابن تغري بردي باسم "تفسير أسماء القرآن الكريم". وذكر حاجي خليفة والبغدادي باسم "أسماء القرآن الكريم". | غير معروف   | –         |
| تفسير القرآن الكريم: فسر ابن القيم القرآن الكريم في مواضع عدة من كتبه. وقام "محمد أويس الندوي" بجمع ما وقف عليه في مجلد وسماه التفسير القيم للإمام ابن القيم. (التفسير القيم على ويكي مصدر) |                                                       | |             |           |

### اللغة العربية
| # | اسم الكتاب                                      | ملاحظات | حالة الكتاب | ويكي مصدر |
| - | ----------------------------------------------- | --- | ----------- | --------- |
| 1 | الكافية الشافية في النحو                        | ذكرها حاجي خليفة في كتابه كشف الظنون وذكرها بكر بن عبد الله أبو زيد. | غير معروف   | –         |
| 2 | الحكومة بين البصريين والكوفيين فيما اختلفوا فيه | ذكر ابن القيم في كتابه "بدائع الفوائد" اختلاف البصريين والكوفيين من النحاة في الآية ﴿إِنَّ رَحْمَتَ اللَّهِ قَرِيبٌ مِّنَ الْمُحْسِنِينَ﴾ (سورة الأعراف - آية 56) ثم قال: "سنفرد إن شاء الله تعالى كتابًا للحكومة بين البصريين والكوفيين فيما اختلفوا فيه وبيان الراجح من ذلك وبالله التوفيق والتأييد." | غير معروف   | –         |

### الشمائل المحمدية
| # | اسم الكتاب                                          | ملاحظات | حالة الكتاب | ويكي مصدر |
| - | --------------------------------------------------- | --- | ----------- | --------- |
| 1 | جلاء الأفهام في فضائل الصلاة والسلام على خير الأنام | كتاب حول فضل ووجوب الصلاة على النبي، وسماه أيضاً: "كتاب الصلاة والسلام عليه"، قال في خطبته: «وهو كتاب فردٌ في معناه، لم يسبق إلى مثله في كثرة فوائده، وغَزَارَتِهَا»، وأثنى عليه السخاوي.                   | مطبوع       | نص الكتاب |
| 2 | الطب النبوي                                         | طُبع مفردًا مرتين. أودع ابن القيم هذا الكتاب داخل كتابه "زاد المعاد". ويفيد بكر بن عبد الله أبو زيد بوجود نسخة خطية مفردة من كتاب الطب النبوي نُسخت سنة 788هـ أي بعد وفاة ابن القيم بسبعة وثلاثين عامًا. | مطبوع       | نص الكتاب |
| 3 | مولد النبي صلى الله عليه وسلم                       | ذكره الشوكاني وصديق القنوجي وذكر أن لديه نسخة منه. | غير معروف   | –         |

### أخرى
| #  | اسم الكتاب                                       | ملاحظات | حالة الكتاب                   | ويكي مصدر |
| -- | ------------------------------------------------ | --- | ----------------------------- | --------- |
| 1  | أسماء مؤلفات ابن تَيْمِيَّة                           | رسالة مطبوعة سنة 1372هـ بتحقيق صلاح الدين المنجد، وقد طبعها عن مخطوطة المكتبة الظاهرية بدمشق. | مطبوع                         | نص الكتاب |
| 2  | الأمالي المكية                                   | ذكره ابن القيم في كتابه "بدائع الفوائد"، ولم يشر إليه أحد من مترجميه. | غير معروف                     | –         |
| 3  | التحفة الْمَكِّيَّة                                    | ذكره ابن القيم في كتابه "بدائع الفوائد". وذكره مجموعة من المؤرخين مثل: ابن رجب وابن العماد وغيرهم. | غير معروف                     | –         |
| 4  | رسالة إلى بعض إخوانه                             | وهو كتاب أرسله ابن القَيِّم إلى بعض إخوانه، وتحتوي الرسالة على توجيهات ونصائح. وطُبعت الرسالة باسم "رسالة إلى كل مسلم" بتحقيق أسامة عبد العظيم سنة 1404هـ. وطُبعت ضمن "مجموع الرسائل لابن القيم" باسم "رسالة ابن القيم إلى لأحد أخوانه" بتحقيق عبد الله بن محمد المديفر. | مطبوع                         | نص الكتاب |
| 5  | الرسالة الْحَلَبِيَّة في الطريقة الْمُحَمَّدِيَّة              | ذكرها الصفدي ابن تغري بردي والداودي وحاجي خليفة والبغدادي. وذكرها السيوطي باسم "نظم الرسالة الحلبية". | غير معروف                     | –         |
| 6  | الروح                                            | من أشهر كتب ابن قيم الجوزية، وقد ذكره له من مترجميه ابن حجر والسيوطي وابن العماد وغيرهم. ويحتوي الكتاب على إحدى وعشرين مسألة وقام أحد علماء الهند بإفراد المسألة السابعة في رسالة سماها "الرسالة القبرية في الرد على منكري عذاب القبر من الزنادقة والقدرية" وهي مطبوعة ضمن مجموعة رسائل طبعت باسم "الهدية السعيدية فيما جرى بين الوهابية والأحمدية". وقد ثار كلام حول عدم صحة نسبة هذا الكتاب لابن قيم الجوزية، وقام بكر بن عبد الله أبو زيد بالبحث في هذه المسألة وتوصل إلى صحة نسبة هذا الكتاب إليه. | مطبوع                         | –         |
| 7  | الفتحُ القُدْسِيُّ                                     | ذكره ابن رجب والداودي وابن العماد والبغدادي وغيرهم. وأشار إليه ابن القيم في كتابه "البدائع". | غير معروف                     | -         |
| 8  | الفرق بين الخلة والمحبة ومناظرة الخليل لقومه     | ذكره ابن رجب وابن العماد وأحمد عبيد. | غير معروف                     | –         |
| 9  | فَضلُ العِلْمِ وأَهْلِهِ                                  | أشار إليه ابن القيم في كتابه "طريق الهجرتين"، وذكره ابن رجب والداودي باسم "فضل العلماء"، وذكره أحمد عبيد باسم "فضل العلم". | غير معروف                     | –         |
| 10 | الفوائد                                          | أغفله عامة المترجمين لابن قيم الجوزية. وذكره بكر بن عبد الله أبو زيد. وقد طُبع لأول مرة بالمطبعة المنيرية بمصر. | مطبوع                         | نص الكتاب |
| 11 | الفوائد المشوق إلى علوم القرآن وعلم البيان       | طُبع لأول مرة بتصحيح "محمد بدر الدين النعساني". وقد شكك بكر بن عبد الله أبو زيد بنسبة هذا الكتاب إلى ابن القيم. قال د. زكريا سعيد علي: "ما نُشِر تحت عنوان "الفوائد المُشَوِّق"، أو "كنوز العرفان" منسوباً إلى الإمام ابن قيم الجوزية - هو في حقيقتِه مقدمة الشيخ ابن النقيب في علوم البلاغة، التي جعلها أمام تفسيره الكبير للقرآن الكريم"، وهو اختصار لكتاب الإشارة إلى الإيجاز في بعض أنواع المجاز للعز بن عبد السلام.                                                                                        | مطبوع                         | نص الكتاب |
| 12 | المسائل الطرابلسية                               | ذكره ابن رجب والداودي وابن العماد وأشار بأنه في ثلاث مجلدات وذكره البغدادي وأحمد عبيد. | غير معروف                     | –         |
| 13 | معاني الأدوات والحروف                            | ذكره الصفدي وابن تغري بردي والداودي والسيوطي وحاجي خليفة والبغدادي. | مخطوطة                        | المخطوطة  |
| 14 | نَقْدُ الْمُنْقُول، والمحكُّ الْمُمَيِّزُ بين المقبول والمردود  | ذكره ابن رجب والداودي وابن العماد والبغدادي وأحمد عبيد. | مخطوط                         | نص الكتاب |
| 15 | الإيجاز                                          | ذكره حاجي خليفة في كتابه كشف الظنون عن أسامي الكتب والفنون وذكره أيضًا إسماعيل باشا البغدادي في كتابه هدية العارفين في أسماء المؤلفين وآثار المصنفين. | غير معروف                     | –         |
| 16 | بدائع الفوائد                                    | من أشهر كتب ابن القيم، طُبع عدة طبعات. ذكره حاجي خليفة في كشف الظنون باسم "بديع الفوائد". يذكر المؤرخون أن ابن القيم كتب غالبه من حفظه حال بُعده عن مكتبته. قال عنه جلال الدين السيوطي: "وهو كثير الفوائد، أكثره مسائل نَحْوِيَّة". | مطبوع                         | نص الكتاب |
| 17 | تدبير الرآسة في القواعد الحكمية بالذكاء والقريحة | ذكره البغدادي في كتابه "كشف الظنون عن أسامي الكتب والفنون". | غير معروف                     | –         |
| 18 | الحاوي                                           | يقول أحمد عبيد: "ذكره ابن حجر العسقلاني في فتح الباري في الجزء الحادي عشر". | غير معروف                     | –         |
| 19 | رفع التنزيل                                      | ذكره حاجي خليفة والبغدادي وغيرهم. | غير معروف                     | –         |
| 20 | طريقة البصائر إلى حديقة السرائر في نظم الكبائر   | ذُكر في فهارس مكتبة الأوقاف ببغداد أنه يوجد نسخة لهذا الكتاب كُتبت سنة 811هـ ألفها ابن قيم الجوزية | مخطوط في مكتبة الأوقاف ببغداد | –         |
| 21 | الفتحُ المكي                                      | ذكره ابن القيم في كتابه "بدائع الفوائد". | غير معروف                     | –         |
| 22 | مناقب إسحاق بن راهويه                            | ذكره ابن القيم في كتابه "تحفة المودود". | غير معروف                     | –         |
| 23 | المهدي                                           | ذكره حاجي خليفة وأحمد عبيد. | غير معروف                     | –         |
| 24 | «المهذب في...»                                   | ذكره حاجي خليفة وأحمد عبيد. | غير معروف                     | –         |

### كتب منسوبة له
نُسب لابن قيم الجوزية أكثر من كتاب لابن الجوزي لتشابه اسميهما فنُسب إليه:
كتاب «أخبار النساء» لابن الجوزي، وقد طبع أكثر من مرة وهو يحمل اسم ابن قيم الجوزية. ونُسب إليه أيضًا كتاب «دفع شبه التشبيه بأكف التنزيه» لابن الجوزي أيضًا في أحد طبعاته. ويقول بكر بن عبد الله أبو زيد حول هذا: «وهذا الكتاب (دفع شبه التشبيه) نسب ظلمًا إليه في أحد طبعاته إلى ابن القيم... ومما ترتب أيضًا على هذه النسبة نسبة كتاب «أخبار النساء» لابن القيم والمشهور أنه لابن الجوزي...»